# Wójtostwo Zakroczymskie
Wójtostwo Zakroczymskie – część miasta Zakroczym w powiecie nowodworskim województwa mazowieckiego.
Rozpościera się wzdłuż ulicy Pieczoługi, na północ od centrum Zakroczymia.
W latach 1867–1924 należało do gminy Pomiechowo, początkowo w powiecie płońskim, a od 1916 w powiecie warszawskim.  Po odzyskaniu przez Polskę niepodległości gmina Pomiechowo oraz sąsiednie miasto Zakroczym w dalszym ciągu przynależały do powiatu warszawskiego w woj. warszawskim, i z nim były spisywane, mimo że zmiana powiatowa tych jednostek nie została nigdy sformalizowana przez odrodzone państwo polskie. Doszło do tego dopiero 14 lipca 1924, kiedy to ich przynależność do powiatu warszawskiego została uregulowana.
1 lipca 1924 Wójtostwo Zakroczymskie włączano wraz z pobliskimi miejscowościami (Gałachami, Głowatczyzną, Starostwem i Kępą Zakroczymską) do Zakroczymia.